# Ctenochaetus strigosus
Ctenochaetus strigosus é um peixe do gênero Ctenochaetus. Pode ser encontrado no Pacífico central oriental, sendo endémico das ilhas do Havaí e do Atol Johnston; e no Pacífico central ocidental, na Austrália. Este peixe tem hábitos diurnos e se alimenta principalmente de detritos orgânicos encontrados em corais ou em fundos rochosos.